# Berea (Iowa)
Pour les articles homonymes, voir Berea.
Berea est une communauté non constituée en municipalité, du comté d'Adair en Iowa, aux États-Unis.
Les bureaux de la poste sont inaugurés à Berea en 1894 et fermés en 1908.